# پژو آرسی‌زد
پژو آرسی‌زد ( به انگلیسی: PEUGEOT RCZ )ساخت شرکت فرانسوی پژو از ماه مه سال ۲۰۱۰ در معرض فروش قرار داده شد. این خودرو رسماً در سال ۲۰۰۹ در نمایشگاه خودرو فرانکفورت به نمایش گذاشته شد. مونتاژ این خودرو توسط شرکت مگنا اشتایر که از زیرمجموعه‌های شرکت کانادایی مگنا در اتریش می‌باشد انجام می‌پذیرفت.
این خودرو جوایز متعدد و فراوانی را از آن خود کرد که از مهم‌ترین آن‌ها می‌توان به پنج بار جایزه بهترین خودروی اسپورت توسط Diesel Car magazine و جایزه کوپه سال ۲۰۱۰ توسط تاپ گیر نام برد.

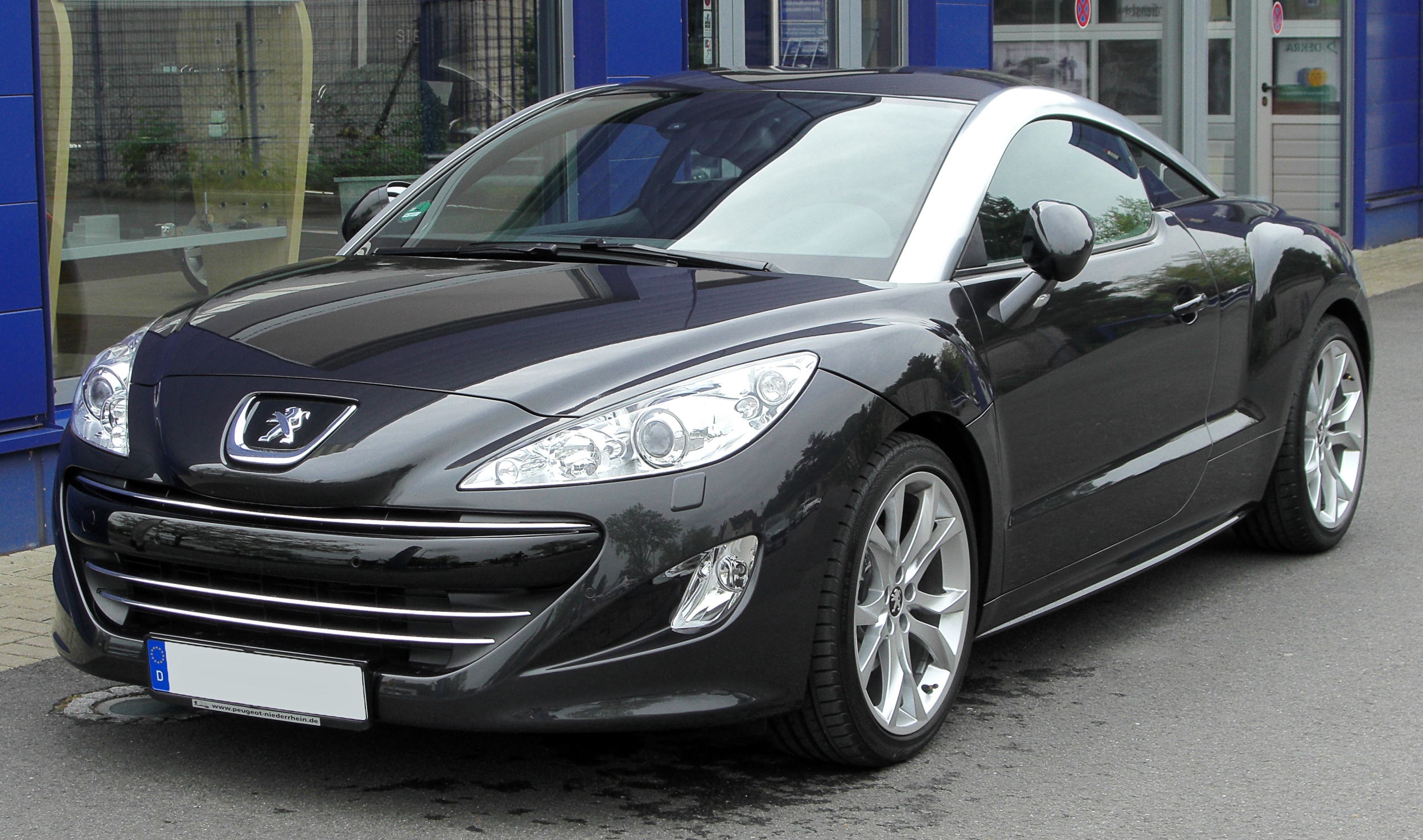
پژو آرسی‌زد نسل اول

## تاریخچه
در نمایشگاه خودروی ۲۰۰۷ فرانکفورت، پژو از یک کانسپت ۲+۲ کوپه بر اساس پژو ۳۰۸ با نام پژو ۳۰۸ آر سی زد رونمایی نمود. ارتفاع این کانسپت، ۱۸ میلیمتر کمتر از خودروی اصلی بود و از نظر کلاس، هم ردهٔ خودرویی مانند آئودی تی‌تی بود. مدل نهایی، در نمایشگاه سال ۲۰۰۹ فرانکفورت و با نام پژو آر سی زد رونمایی شد و در بهار سال ۲۰۱۰ تولید آن آغاز شد.

## موتورها
| موتورهای بنزینی                |                    |                                       |                                                           |                                               |            |                                        |                 |              |
| مدل موتور                      | نوع موتور          | حجم موتور (cc)                        | قدرت                                                      | گشتاور                                        | شتاب ۰–۱۰۰ | نهایت سرعت                             | گیربکس          | آلایندگی CO2 |
| ۱٫۶ لیتری THP156               | خطی ۴ سیلندر توربو | ۱٬۵۹۸ سانتی‌متر مکعب (۹۷٫۵ اینچ مکعب)  | ۱۵۶ اسب بخار متری (۱۱۵ کیلووات؛ ۱۵۴ اسب بخار) در ۶۰۰۰ rpm | ۲۴۰ نیوتن متر (۱۷۷ پوند نیرو-فوت) در ۱۴۰۰ rpm | ۸٫۴        | ۲۱۲ کیلومتر بر ساعت (۱۳۲ مایل بر ساعت) | ۶ دنده اتوماتیک | ۱۶۸ g/km     |
| ۱٫۶ لیتری THP200               | خطی ۴ سیلندر توربو | ۱٬۵۹۸ سانتی‌متر مکعب (۹۷٫۵ اینچ مکعب)  | ۲۰۰ اسب بخار متری (۱۴۷ کیلووات؛ ۱۹۷ اسب بخار) در ۵۸۰۰ rpm | ۲۷۵ نیوتن متر (۲۰۳ پوند نیرو-فوت) در ۱۷۷۰ rpm | ۷٫۵        | ۲۳۵ کیلومتر بر ساعت (۱۴۶ مایل بر ساعت) | ۶ دنده دستی     | ۱۵۵ g/km     |
| ۱٫۶ لیتری THP270 (از سال ۲۰۱۴) | خطی ۴ سیلندر توربو | ۱٬۵۹۸ سانتی‌متر مکعب (۹۷٫۵ اینچ مکعب)  | ۲۷۰ اسب بخار متری (۱۹۹ کیلووات؛ ۲۶۶ اسب بخار) در ۶۰۰۰ rpm | ۳۳۰ نیوتن متر (۲۴۳ پوند نیرو-فوت) در ۱۹۰۰ rpm | ۵٫۹        | ۲۵۰ کیلومتر بر ساعت (۱۵۵ مایل بر ساعت) | ۶ دنده دستی     | ۱۴۹ g/km     |
| موتورهای دیزلی                 |                    |                                       |                                                           |                                               |            |                                        |                 |              |
| مدل موتور                      | نوع موتور          | حجم موتور (cc)                        | قدرت                                                      | گشتاور                                        | شتاب ۰–۱۰۰ | نهایت سرعت                             | گیربکس          | آلایندگی CO2 |
| ۲٫۰ لیتری HDi163               | ۴ سیلندر خطی       | ۱٬۹۹۷ سانتی‌متر مکعب (۱۲۱٫۹ اینچ مکعب) | ۱۶۳ اسب بخار متری (۱۲۰ کیلووات؛ ۱۶۱ اسب بخار) در ۴۰۰۰ rpm | ۳۲۰ نیوتن متر (۲۳۶ پوند نیرو-فوت) در ۲۰۰۰ rpm | ۸٫۲        | ۲۲۰ کیلومتر بر ساعت (۱۳۷ مایل بر ساعت) | ۶ دنده دستی     | ۱۳۹ g/km     |

## آمار تولید و فروش
| سال  | تولید  | فروش   |
| ۲۰۰۹ | ۱۰۰    | ۱۰۰    |
| ۲۰۱۰ | ۱۹٬۱۰۰ | ۱۶٬۶۰۰ |
| ۲۰۱۱ | ۱۹٬۷۲۵ | ۱۸٬۸۲۸ |
| ۲۰۱۲ | ۹٬۸۰۰  | ۱۱٬۱۱۸ |
| ۲۰۱۳ | ن/م    | ۹٬۲۴۹  |
| ۲۰۱۴ | ن/م    | ۶٬۹۹۴  |
| ۲۰۱۵ | ن/م    | ۴٬۵۵۸  |
| ۲۰۱۶ | ن/م    | ۱۵۵    |